# Wild Child (canção de Enya)
Wild Child é uma canção da cantora irlandesa Enya. Foi lançado como segundo single do álbum A Day Without Rain em 4 de dezembro de 2001 pela Warner Music Group.

## Performance nas paradas
| Parada (2001)                | Posição Máxima |
| ---------------------------- | -------------- |
| Billboard Adult Contemporary | 32             |
| UK Singles Chart             | 72             |

## Lista de faixas
| Compact disc |                                 |         |  |
| N.º          | Título                          | Duração |  |
| 1.           | "Wild Child"                    | -       |  |
| 2.           | "Midnight Blue"                 | -       |  |
| 3.           | "Song of the Sandman (Lullaby)" | -       |  |

| Cassete |                           |         |  |
| N.º     | Título                    | Duração |  |
| 1.      | "Wild Child [radio edit]" | -       |  |
| 2.      | "Isobella"                | -       |  |